# Hippolyte André Jean Baptiste Chélard
Hippolyte André Jean Baptiste Chélard (1er février 1789 – 12 février 1861) est un compositeur, violoniste et chef d'orchestre français.

## Biographie
Hippolyte André Jean Baptiste Chélard naît à Paris le 1er février 1789,.
Fils d'un clarinettiste de l'Opéra de Paris, il commence son éducation musicale avec François-Joseph Fétis en 1800 puis entre au Conservatoire de Paris en 1803, où il est élève de Rodolphe Kreutzer en violon et de François-Joseph Gossec en composition.
En 1811, il remporte le Prix de Rome avec sa cantate Ariane, sur un texte de Jacques Bins de Saint-Victor,.
Il devient pensionnaire à la Villa Médicis, voyage en Italie, travaille avec Niccolò Antonio Zingarelli et Giovanni Paisiello, et fait représenter en 1815 au Teatro dei Fiorentini de Naples une « commedia per musica », la Casa da vendere,.
À son retour en France, il est violoniste à l'Orchestre de l'Opéra de Paris, de 1818 à 1829. Il complète ses revenus en donnant des cours d'instrument, de chant et d'harmonie. En 1821, il ouvre également une maison d'édition qui publie des Solfèges à plusieurs parties.
Le 29 juin 1827 est créé à l'Opéra de Paris son opéra Macbeth, tragédie lyrique sur un livret de Claude Joseph Rouget de Lisle, mais l’œuvre est un échec : elle est retirée de l'affiche après cinq représentations. La partition, remaniée, est en revanche un succès au théâtre de la Cour de Munich, où elle est jouée à plusieurs reprises entre août 1828 et mars 1829,.
À partir de 1830, Hippolyte Chélard vit en Allemagne, où ses ouvrages lyriques Mitternacht (Munich, 1831), Der Student (Munich, 1832) et Hermannnsschlacht (Munich, 1835) sont bien accueillis,.
En 1832 et 1833, il dirige avec succès la saison de l'Opéra allemand à Londres. Il est directeur du théâtre et des concerts d'Augsbourg de 1836 à 1840, avant d'être nommé maître de chapelle à Weimar, où il soutient Hector Berlioz lors de sa visite en 1843. En 1844, il devient correspondant étranger de l'Académie.
Progressivement supplanté dans la vie musicale de Weimar par Franz Liszt, qui est nommé directeur de la musique du théâtre et maître de chapelle extraordinaire, Chélard prend sa retraite en 1852, fait un retour à Paris non concluant, avant de se retirer définitivement, à compter de 1854, à Weimar, où il meurt le 12 février 1861,,.
Aux yeux du public allemand, il est perçu comme un digne représentant du romantisme français,.
Son petit-fils Raoul Chélard (d)  fut diplomate, traducteur du hongrois au Ministère des affaires étrangères, et l'auteur de plusieurs ouvrages sur la Hongrie.